# Eois percisa
Eois percisa là một loài bướm đêm trong họ Geometridae.